# Cyphodynerus salekanus
Cyphodynerus salekanus är en stekelart som först beskrevs av Embrik Strand 1922.  Cyphodynerus salekanus ingår i släktet Cyphodynerus och familjen Eumenidae. Utöver nominatformen finns också underarten C. s. octopunctatus.